# Werner Fricke

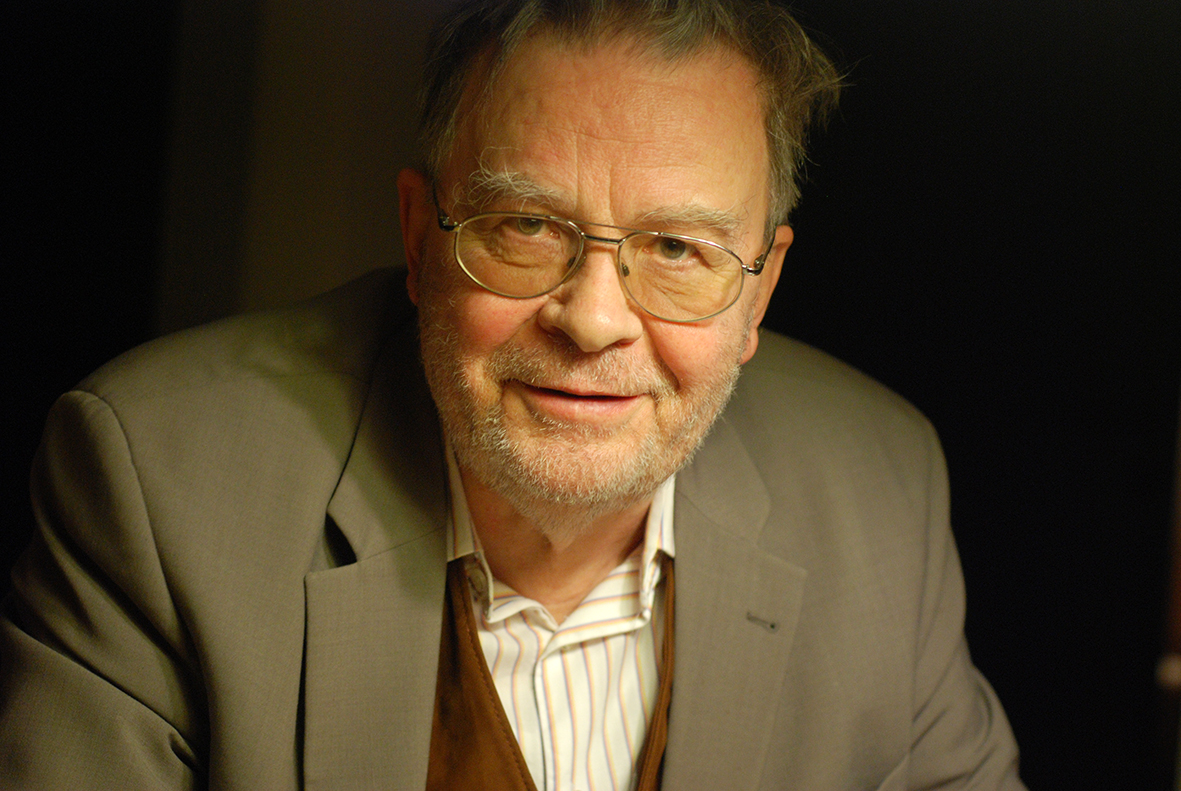
Werner Fricke

Werner Fricke (* 23. Juli 1936 in Danzig) ist ein deutscher Sozialwissenschaftler mit den Schwerpunkten arbeitsbezogene Aktionsforschung und Humanisierung der Arbeit.

## Leben
Fricke kam 1945 als Flüchtling aus Danzig nach Nordhessen, besuchte dort das Realgymnasium in Bad Sooden-Allendorf. Er studierte in den 1950/1960er Jahren Germanistik an der Universität Göttingen, danach Volkswirtschaftslehre an der Freien Universität Berlin mit dem Abschluss als Diplom-Volkswirt. Ab 1968 war Fricke als wissenschaftlicher Mitarbeiter im Forschungsinstitut der Friedrich-Ebert-Stiftung (FES) in Bonn tätig. Er gründete dort 1971 die Abteilung Arbeitskräfteforschung (später Abteilung Arbeit und Technik), deren Leiter er bis 1989 war. 1975 promovierte er bei Heinz Hartmann in Münster mit der soziologischen Dissertation „Arbeitsorganisation und Qualifikation. Ein industriesoziologischer Beitrag zur Humanisierung der Arbeit“. In diesem Buch, das 1978 in 2. Auflage erschien und in der Industriesoziologie intensiv diskutiert wurde, entwickelte Fricke neben einer Kritik an Konzepten und Forschungsergebnissen der damaligen Industriesoziologie (u. a. an Kern / Schumann „Industriearbeit und Arbeiterbewusstsein“) sein Konzept der innovatorischen Qualifikationen. Von 1996 bis 2001 war Fricke Honorarprofessor an der Universität Bremen für das Lehr- und Forschungsgebiet „Arbeits- und Technikgestaltung im internationalen Vergleich“. Er lebt heute als Rentner in Emern bei Uelzen.
Fricke wurde am 12. Januar 2018 mit dem Ehrenzeichen der Niedersächsischen Jugendfeuerwehr ausgezeichnet. Er stellte der Jugendfeuerwehr Emern seit mehr als 30 Jahren eine kostenlose Unterstellmöglichkeit für das Mannschaftstransportfahrzeug zur Verfügung.

## Beruflicher Werdegang
1968 begann Fricke seine Forschungstätigkeit als wissenschaftlicher Mitarbeiter im RKW Projekt A 33 „Wirtschaftliche und soziale Aspekte des technischen Wandels in der Bundesrepublik Deutschland“. 1971 wurde er Leiter der neu eingerichteten Abteilung „Arbeitskräfteforschung“ (später Abteilung Arbeit und Technik) im Forschungsinstitut der Friedrich-Ebert-Stiftung Bonn. Nach einer EGKS finanzierten empirischen Untersuchung zum Zusammenhang von Arbeitsorganisation, Qualifikation und Tätigkeit von technischen Angestellten in Untertagebetrieben des Steinkohlenbergbaus entwarf und realisierte er 1975 – 1979 mit einer interdisziplinären Forschergruppe (drei Soziologen, eine Psychologin, ein Ingenieur) ein Aktionsforschungsprojekt in der damaligen Peiner AG (heute Salzgitter AG), finanziert aus dem Programm des Bundesministeriums für Forschung und Technologie (BMFT) zur Humanisierung des Arbeitslebens (HdA). Dieses Peiner Beteiligungsprojekt brachte Fricke und seine Kollegen erstmals in Kontakt zur britisch/skandinavischen Tradition der Aktionsforschung. Zusammen mit den Überlegungen Werner Frickes in seiner Dissertation zum Potential der innovatorischen Qualifikationen (Fricke 1975, 1978) bildete die Aktionsforschung die theoretische Grundlage für die Entwicklung des Peiner Beteiligungsverfahrens. Die Forschungsgruppe lernte besonders viel von den Erfahrungen des norwegischen Forschungsprogramms „Industrial Democracy“. Fricke knüpfte Kontakte zu skandinavischen Aktionsforschern (Einar Thorsrud, später Björn Gustavsen, Per Engelstad und Oyvind Palshaugen) sowie des britischen Tavistock Instituts London (Eric Trist, Lisl Klein). Auf Basis seiner eigenen Forschungen pflegte er drei Jahrzehnte lang intensive Forschungskontakte mit ihnen und ihren Instituten. Unter anderem entstand aus Kontakten insbesondere mit dem Work Research Institute in Oslo die internationale Zeitschrift „Concepts and Transformation. International Journal of Action Research and Organizational Renewal“, später International Journal of Action Research (Verlag Barbara Budrich), deren editor-in-chief Fricke von 2001 – 2009 war, und an dem er bis 2016 als editor emeritus mitwirkte.
Zwischen 1985 und 1990 leitete Werner Fricke eine Projektgruppe aus drei praxiserfahrenen betrieblichen Ausbildern und drei Industriesoziologen, die zusammen mit einer Gruppe chinesischer Ingenieure das pädagogische, technische und bauliche Konzept für ein chinesisches Berufsbildungszentrum in Nanchang, 800 km westlich von Shanghai, entwickelte und realisierte. Es entstanden drei Ausbildungshallen, je eine für Betriebsschlosser, Werkzeugmacher und Betriebselektriker; aus dem Berufsbildungszentrum wurde später eine Fachhochschule für Ingenieure und Facharbeiter.

## Tätigkeit in wissenschaftlichen Beiräten
Fricke gehörte verschiedenen wissenschaftlichen Beiräten staatlicher Forschungsprogramme in Bund und Ländern an. Von 1975 bis 1979 war er Mitglied des Steuerungskreises des vom BMFT finanzierten Aktions- und Forschungsprogramms Humanisierung des Arbeitslebens, in den folgenden Jahren Mitglied in verschiedenen Beiräten des Bundesprogramms Arbeit und Technik, des Landesprogramms Nordrhein-Westfalen „Mensch und Technik – Sozialverträgliche Technikgestaltung“ sowie des Bremer Landesprogramms Arbeit und Technik. Hinzu kommen langjährige Beratungstätigkeiten in wissenschaftlichen Projektbeiräten der Hans-Böckler-Stiftung.

## Herausgebertätigkeit
Neben seiner Tätigkeit als editor-in-chief des International Journal of Action Research war Fricke von 1990 bis 2001 Herausgeber des „Jahrbuch Arbeit und Technik“, das anfangs jährlich, später alle 2 Jahre zu Schwerpunktthemen wie „Zukunftstechnologien und gesellschaftliche Verantwortung“, „Zeiterfahrung – Zeitpolitik“ oder „Zukunft des Sozialstaats“ jeweils rund 30 Beiträge prominenter und fachlich kompetenter Autoren vereinte. Von 1978 bis 1989 gab Fricke die Reihe Arbeit mit 21 Bänden und 15 Sonderheften zu sozialwissenschaftlichen Themen heraus; nach 1990 entstand daraus das Forum Zukunft der Arbeit, alle drei Reihen im Verlag Neue Gesellschaft, seit 1988 J.H.W. Dietz Nachf., Bonn. 1996 wurde Fricke Mitbegründer und Mitherausgeber der Buchreihe „Dialogues on Work and Organisation“, Verlag John Benjamins, Amsterdam & Philadelphia.

## Schriften (Auswahl)

### Ausgewählte Buchveröffentlichungen
- Auf dem Wege zur Dienstleistungsindustrie? Band IV des RKW-Projekts „Wirtschaftliche und soziale Aspekte des technischen Wandels in der BRD“, Frankfurt/Main 1971, Europäische Verlagsanstalt (mit H. Lindner, A. Mohr, G. Stümpfig, P. Thelen, K.-H. Weimer)
- Arbeitsorganisation und Qualifikation. Ein industriesoziologischer Beitrag zur Humanisierung der Arbeit. Verlag Neue Gesellschaft, Bonn 1975, 2. Aufl. 1978
- Arbeitsformen technischer Intelligenz im Steinkohlenbergbau. Eine empirische Untersuchung zum Zusammenhang von Arbeitsorganisation, Qualifikation und Tätigkeit in Untertagebetrieben des Steinkohlenbergbaus. Westdeutscher Verlag, Opladen 1976 (zusammen mit E. Fricke, G. Portmann, W. Schmidt, M. Schönwälder)
- Berufsausbildung und Beschäftigungssystem. Eine empirische Analyse der Vermittlung und Verwendung von Qualifikationen in fünf Großbetrieben der Metallindustrie. Westdeutscher Verlag, Opladen 1976 (zusammen mit E. Fricke)
- Qualifikation und Beteiligung. Ausführlicher Forschungsbericht HA 80-026, Leopoldshafen 1980, digitalisiert: Band 1:[1]; Band 2 :[2]
- Qualifikation und Beteiligung. Das Peiner Modell zur Humanisierung der Arbeit. Campus, Frankfurt/Main 1981 (zusammen mit E. Fricke, M. Schönwälder, B. Stiegler)
- Beteiligen, Mitgestalten, Mitbestimmen. Arbeitnehmer verändern ihre Arbeitsbedingungen. (Hrsg. mit G. Peter, W. Pöhler), Bund-Verlag, Köln 1982
- Beteiligung als Element gewerkschaftlicher Arbeitspolitik. Erfahrungen aus Norwegen, Italien, Schweden und der Bundesrepublik. Verlag Neue Gesellschaft, Bonn 1984 (Hrsg. mit W. Schuchardt)
- Innovatorische Qualifikationen – eine Chance gewerkschaftlicher Arbeitspolitik. Verlag Neue Gesellschaft, Bonn 1985 (Hrsg. mit W. Schuchardt)
- Beteiligung im Industriebetrieb. Probleme des mittleren Managements. Campus, Frankfurt/Main 1985 (zusammen mit H. Wiedenhofer)
- Arbeit und Technik als politische Gestaltungsaufgabe. Ein Gutachten aus sozialwissenschaftlicher Sicht (für den Bremer Senator für Bildung und Wissenschaft). Verlag Neue Gesellschaft, Bonn 1985 (zusammen mit K. Krahn, G. Peter)
- Möglichkeiten der Gestaltung von Arbeit und Technik in Theorie und Praxis. Verlag Neue Gesellschaft, Bonn 1986 (Hrsg. mit K. Bartölke, J. Bünnig, G. Hobbensiefken, U. Höfkes, H.-G. Ridder)
- Sozialwissenschaften und industrielle Demokratie. Verlag Neue Gesellschaft, Bonn 1988 (Hrsg. mit W. Jäger)
- (Hrsg.) (1994): Arbeit und Technik-Programme in Bund und Ländern 1993. Eine sozialwissenschaftliche Bilanz. Verlag Neue Gesellschaft, Bonn
- (Hrsg.) (1997): Aktionsforschung und industrielle Demokratie. Forum Zukunft der Arbeit 6, Verlag Neue Gesellschaft, Bonn
- Action Research in Workplace Innovation and Regional Development. John Benjamins, Amsterdam/Philadelphia 2004 (Hrsg. mit P. Totterdill)
- Demokratisierung der Arbeit. Neuansätze für Humanisierung und Wirtschaftsdemokratie. VSA, Hamburg 2012 (Hrsg. mit H. Wagner)

### Ausgewählte Aufsätze
- (1973) (mit Else Fricke und Manfred Schönwälder) Qualifikation und betriebliche Arbeitsorganisation. Zum Problem der Analyse von Qualifikationen im Arbeitsprozess. In: Soziale Welt, Heft 2/3, S. 219 ff
- (1974/1979) (mit Else Fricke) Auf dem Wege zu einer dynamischen Theorie der Qualifikation. Zu einigen methodischen Problemen der Qualifikationsforschung. In: Soziale Welt, Heft 4, S. 426 ff. Wiederabdruck in Lutz Zündorf (Hrsg.) Industrie- und Betriebssoziologie, Wissenschaftliche Buchgesellschaft, Darmstadt 1979
- (1977) Organisationsentwicklung und berufliche Autonomie der Arbeitenden. In: Jürgen Gohl (Hrsg.) Arbeit im Konflikt. Probleme der Humanisierungsdebatte, Goldmann Verlag, München
- (1977) (zusammen mit Else Fricke) Industriesoziologie und Humanisierung der Arbeit. In: Soziale Welt, Heft 1/2, S. 91 ff
- (1977) Humanisierung der Arbeit – eine Chance selbstbestimmter Gestaltung der Arbeit durch die Arbeitenden. In: Ulrich Borsdorf, Hans O. Hemmer, Gerhard Leminsky, Heinz Markmann (Hrsg.) Gewerkschaftliche Politik: Reform aus Solidarität. Zum 60. Geburtstag von Heinz O. Vetter, Bund Verlag, S. 311–336
- (1977) Humanisierung der Arbeit als autonomie-orientierte Gestaltung von Arbeits- und Produktionsprozessen. In: Christian von Ferber, Franz-Xaver Kaufmann (Hrsg.) Soziologie und Sozialpolitik, Sonderheft 19 der Kölner Zeitschrift für Soziologie und Sozialpsychologie
- (1978) Zum Verhältnis von Produktionstechnik, Arbeitsorganisation und Qualifikationsstruktur – Überblick über den Forschungs- und Diskussionsstand. In: Karl Martin Bolte (Hrsg.) Materialien aus der soziologischen Forschung. Verhandlungen des 18. Deutschen Soziologentages 1976 in Bielefeld, DGS, München 1978, S. 864–877
- (1978) Autonomie-orientierte Organisationsentwicklung als gemeinsamer Lernprozess von Wissenschaftlern und Arbeitern. In: Klaus Bartölke u. a. (Hrsg.) Arbeitsqualität in Organisationen, Gabler, Wiesbaden
- (1979) (zusammen mit Else Fricke und Barbara Stiegler) Bedingungen der Vermittlung und Anwendung innovatorischer Qualifikationen im Industriebetrieb. Erfahrungen und Ergebnisse aus dem Peiner Forschungsprojekt zur Humanisierung der Arbeit. In: WSI-Mitteilungen, Heft 6
- (1979) Möglichkeiten der Entwicklung und systematischen Anwendung eines Beteiligungsverfahrens auf betrieblicher Ebene. In: Willi Pöhler (Hrsg.) …. Damit die Arbeit menschlicher wird. Fünf Jahre Aktionsprogramm Humanisierung des Arbeitslebens. Verlag Neue Gesellschaft, Bonn, S. 84–102
- (1979) Die ungenutzten Möglichkeiten des Aktions- und Forschungsprogramms zur Humanisierung der Arbeit. In: Bernd Biervert, Günter Buchholz und Jürgen Gohl (Hrsg.) Institutionelle Reformen in der Krise, Campus, Frankfurt/Main
- (1980) (zusammen mit Else Fricke und Barbara Stiegler) Bedingungen der Vermittlung und Anwendung innovatorischer Qualifikationen im Industriebetrieb. In: Ulrich Beck, Kurt Hörning und Wilke Thomssen (Hrsg.) Bildungspolitik. Aktuelle Entwicklungstendenzen im Zusammenhang von Bildung und Beschäftigung. Campus, Frankfurt/Main
- Fricke, Werner (1982) Zum Zusammenhang von Interesse, Qualifikation und betrieblicher Arbeitssituation. In: Gert Schmidt u. a. (Hrsg.) Materialien zur Industriesoziologie, Sonderheft der Kölner Zeitschrift für Soziologie und Sozialpsychologie, Köln 1982, S. 457 ff.
- (1982) Peine II. Erfahrungen aus einem betrieblichen Umsetzungsprojekt. In: Gerd Peter, Bruno Zwingmann (Hrsg.) Humanisierung der Arbeit. Probleme der Umsetzung. Bund Verlag, Köln
- (1982) Beteiligung, Mitbestimmung und Humanisierung der Arbeit. Das Beispiel der Peiner Betriebsvereinbarung zur Beteiligung von Arbeitnehmern an der Gestaltung der Arbeitsbedingungen. In: Zeitschrift für Arbeitswissenschaft, Heft 2 (1982), S. 72–76
- (1982) Berufliche Bildung und gesellschaftliche Handlungsfähigkeit. Überlegungen und Anregungen zur Vermittlung innovatorischer Qualifikationen in der beruflichen Bildung. In: Dieter Mertens, Matthias Rick (Hrsg.) Berufsbildungsforschung. Nürnberg 1982
- (1983) Participatory Research and the enhancement of workers’ innovative qualifications. In: Journal of Occupational Behaviour, Vol 4, S. 73–87
- (1983) Industriesoziologie und Beteiligung. In: Peter Mambrey, Reinhard Oppermann (Hrsg.) Beteiligung von Betroffenen bei der Entwicklung von Informationssystemen, Campus, Frankfurt am Main, S. 86–115
- (1992) Technikgestaltung und industriesoziologische Forschung. In: Hans-Jürgen Daheim, Helmut Heid, Karl Krahn (Hrsg.) Soziale Chancen. Forschungen zum Wandel der Arbeitsgesellschaft, Campus, Frankfurt/Main, S. 277–310
- (1994) Scientific knowledge, social change and action research. In: Finnish Labour Ministry (ed.) National Action Research Programs in 1990s. Labour Policy Studies, vol. 86, p. 47–69
- (1995) Zur Zukunft der Gewerkschaften. In: Klaus Zwickel (Hrsg.) Zukunftsprofile. Bund Verlag, Köln, S. 176 ff.
- (1998) Der gesellschaftliche Kontext von Sozialwissenschaft. In: Jürgen Howaldt, Ralf Kopp (Hrsg.) Sozialwissenschaftliche Organisationsberatung, edition sigma, Berlin, S. 21–40
- (1997) Die konstruktive Aufgabe der Sozialwissenschaft. Antrittsvorlesung an der Universität Bremen. In: Hellmuth Lange, Eva Senghaas-Knobloch (Hrsg.) Konstruktive Sozialwissenschaft, LIT, Münster, S. 13–26
- (2003) Sozialwissenschaftliche Forschung in gesellschaftlichen Kontexten. In: Hans-Werner Franz, Jürgen Howaldt, Heike Jacobsen, Ralf Kopp (Hrsg.) Forschen – lernen – beraten. Der Wandel von Wissensproduktion und -transfer in den Sozialwissenschaften, edition sigma, Berlin 2003, S. 151–173
- (2003) Forschung im Dialog statt Wissenschaftstransfer. In: Christiane Färber, Klaus Kock, Frank Mußmann, Irmtraud Schlosser (Hrsg.) Kooperation Wissenschaft Arbeitswelt. Westfälisches Dampfboot, Münster, S. 32–42
- (2004) Drei Jahrzehnte Forschung und Praxis zur Humanisierung der Arbeit in Deutschland – eine Bilanz. In: Wolfgang Weber, Pier-Paolo Pasquolini, Christian Burtscher (Hrsg.) Wirtschaft, Demokratie und soziale Verantwortung, Göttingen, 144–168
- (2005) Sozialwissenschaftler in Entwicklungsprozessen. Zur Funktion ‚wissenschaftlicher Begleitung’ in Modellversuchen aus Sicht eines Aktionsforschers. In: Heinz Holz, Dorothea Schemme (Hrsg.) Wissenschaftliche Begleitung bei der Neugestaltung des Lernens, S. 40–51, Bonn: Bundesinstitut für Berufsbildung
- (2006) General Reflexions on how to Practice and Train for Action Research. In: International Journal of Action Research 3, S. 269–282
- (2007) Arbeitsforschung und Aktionsforschung. Perspektiven einer wünschenswerten produktiven Beziehung. In: Joachim Ludwig, Manfred Moldaschl u. a. (Hrsg.) Arbeitsforschung und Innovationsfähigkeit in Deutschland, Rainer Hampp Verlag, München, S. 285–296
- (2008) Demokratische Beteiligung. Fundament einer Unternehmenskultur von unten. In: Rainer Benthin, Ulrich Brinkmann (Hrsg.) Unternehmenskultur und Mitbestimmung. Campus, Frankfurt/Main, S. 373–390
- (2009) Interorganisationale Partizipation und Innovation: Einführung in die nordische Arbeitsforschung. In: Wirtschaftspsychologie, 4, S. 32–42
- (2009) Innovatorische Qualifikationen. Ihre Entfaltung und Anwendung im Prozess des Lernens und Handelns in Arbeitssituationen. In: Axel Bolder, Rolf Dobischat (Hrsg.) Eigen-Sinn und Widerstand, Wiesbaden, S. 179–206
- (2010) Fallstudienforschung als Aktionsforschung. In: Hans J. Pongratz, Rainer Trinczek (Hrsg.) Industriesoziologische Fallstudien, edition sigma, Berlin, S. 257–276
- (2010) Aktionsforschung – Wissenschaft und Praxis im Dialog. In: Beiträge zur Arbeitspolitik und Arbeitsforschung. IG Metall (Hrsg.), Frankfurt/Main, S. 107–118. Wiederabdruck in: Christina Meyn, Gerd Peter u. a. (Hrsg.) Arbeitssituationsanalyse, Band 2, Praxisbeispiele und Methoden, VS Verlag, Wiesbaden 2011, S. 406–421.
- (2011) Was sind gesicherte arbeitswissenschaftliche Erkenntnisse aus Sicht der Aktionsforschung?, in: Lothar Schröder, Hans-Jürgen Urban (Hrsg.) Gute Arbeit. Folgen der Krise. Arbeitsintensivierung, Restrukturierung, Bund Verlag, Frankfurt/Main
- (2011) Socio-political perspectives on Action Research. In: International Journal of Action Research 3, S. 248–261
- (2012) Innovatory Qualifications at Work. In: Wolfgang G. Weber, Michael Thoma, Annette Ostendorf, Lynn Chisholm (Hrsg.) Democratic Competences and Social Practices in Organizations, Springer, VS, Wiesbaden, S. 162–182
- (2012) Demokratisierung der Arbeit ist Sache der abhängig Beschäftigten selbst. In: Werner Fricke, Hilde Wagner (Hrsg.) Demokratisierung der Arbeit. Neuansätze für Humanisierung und Wirtschaftsdemokratie, VSA, Hamburg, S. 39–52
- (2012) Beitrag der Aktionsforschung zur Demokratisierung der Arbeit. In: Werner Fricke, Hilde Wagner (Hrsg.) Demokratisierung der Arbeit. Neuansätze für Humanisierung und Wirtschaftsdemokratie, VSA, Hamburg, S. 39–52
- (2013) A realistic view of the participative utopia. Reflections on participation. International Journal of Action Research, 9 (2), S. 168–191
- (2014) Aktionsforschung in schwierigen Zeiten. In: Milena Jostmeier, Arno Georg, Heike Jacobsen (Hrsg.) Sozialen Wandel gestalten. Wiesbaden, S. 213–235
- (2014) Woher kommen die neuen Produktionskonzepte? In: Detlef Wetzel, Jörg Hofmann, Hans-Jürgen Urban (Hrsg.) Industriearbeit und Arbeitspolitik. Kooperationsfelder von Wissenschaft und Gewerkschaften, VSA, Hamburg, S. 40–41
- (2014) The History and Future Perspectives of German Work Life Programmes. In: Helena Strzeminska, Marek Bednarski (Hrsg.) Working Time. Trends and Prospects in the New Economy, Warsaw, S. 116–142
- (2015) Ricercazione. Concetti, valori e nueve perspettive. In: Everardo Minardi, Nico Bartoletto (Hrsg.) Ricercacione, Innovazione Sociale, Sviluppo Locale, FrancoAngeli, Milano, S. 29–40
- (2019) Aus der Subjektivierungsfalle zum handlungsfähigen Akteur – Das Versprechen der Aktionsforschung. In: Fritz Böhle, Eva Senghaas-Knobloch (Hrsg.) Andere Sichtweisen auf Subjektivität. Impulse für kritische Arbeitsforschung, Springer VS, Wiesbaden, S. 73–105
- (2022) (zusammen mit Davydd J. Greenwood, Miren Larrea, Danilo Streck) On Social Productivity and Future Perspectives on Action Research. In: International Journal of Action Research, 18 (1), S. 8–27